# Ekvator

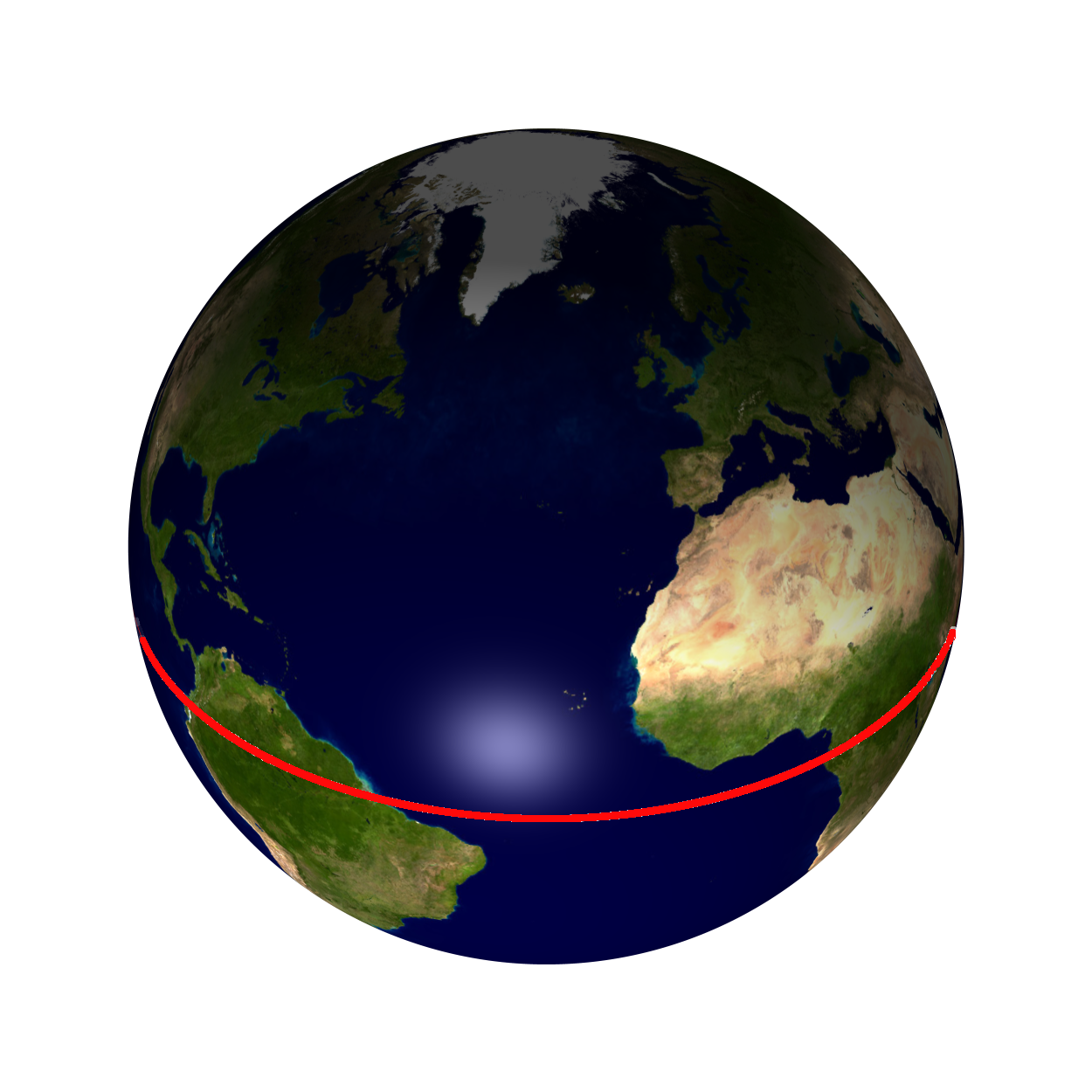
Jordens ekvator

Jordens ekvator markerad på världskarta

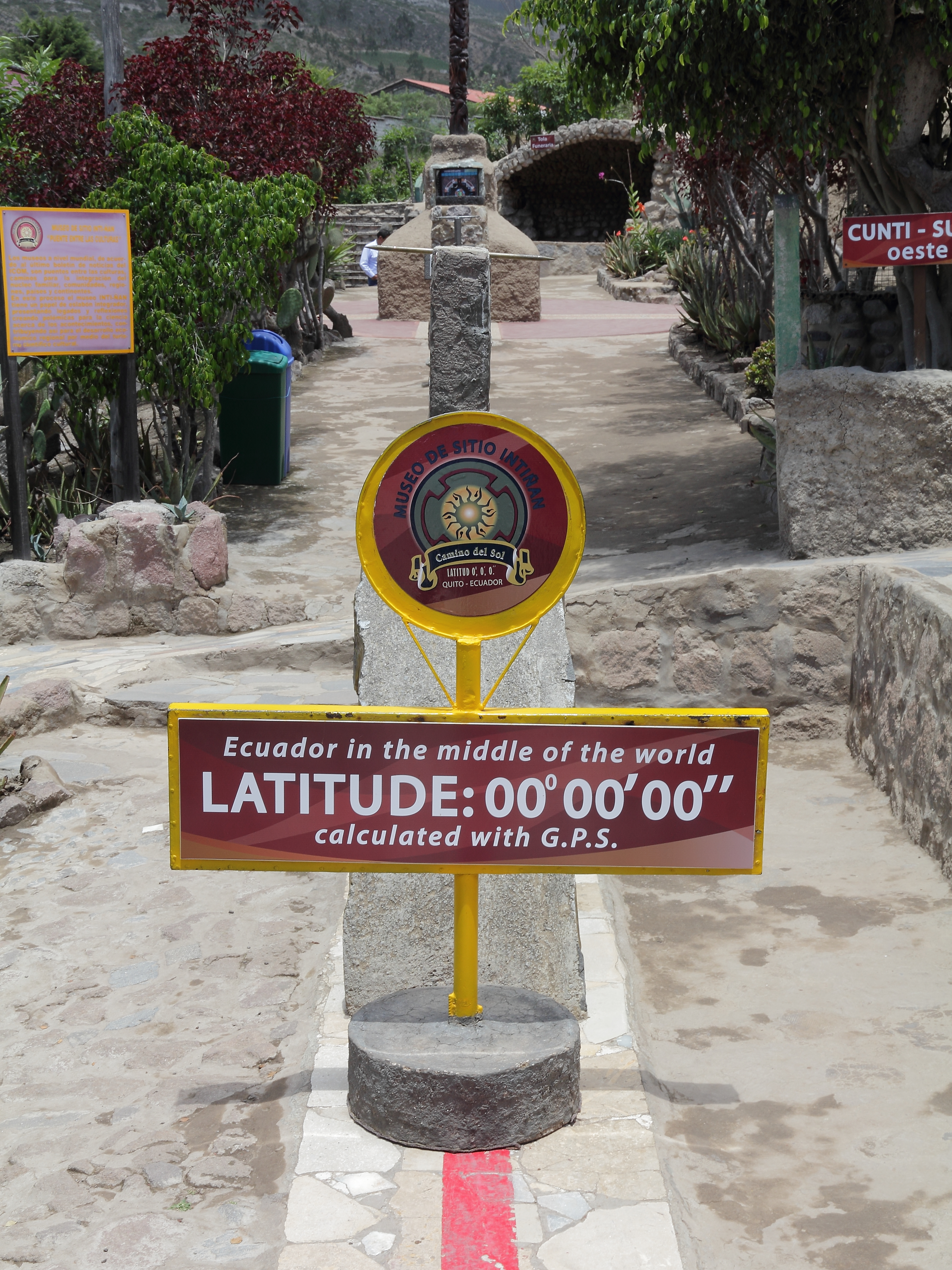
Ekvatorlinjen genom Ecuador.

En ekvator är en cirkel dragen runt en astronomisk himlakropp på ett avstånd som alltid är lika långt från båda polerna, i öst–västlig riktning. Denna förenklade definition gäller för sfäriska kroppar och rotationsellipsoider med fix rotationsaxel. 

## Definition
För godtyckligt formade kroppar definieras dess ekvatorsplan eller ekvatorialplan som det plan genom kroppens masscentrum som är ortogonalt mot kroppens rotationsaxel. Kroppens ekvator definieras sedan entydigt som den kurva som utgör skärningen mellan kroppens yta och dess ekvatorsplan. 
Jordens faktiska geografiska ekvator utgörs således av en kurva som approximativt är en cirkel. Ekvatorns omkrets är ungefär 40 076 km och dess diameter 12 756 km. Ekvatorn utgör skiljelinje mellan norra halvklotet och södra halvklotet.
När man vill lägesbestämma (fastställa latituden hos) en ort på jordytan i nord–sydlig riktning utgår man från ekvatorn, som har latituden 0°. Det finns dock flera olika definitioner av latitud. Det som normalt avses inom geodesi och navigering är geodetisk latitud. 
Platser nära jordens ekvator upplever de snabbaste upp- och nedgångarna för solen, där detta bara tar några minuter. De länder som ligger närmast ekvatorn har starkast effekt av solljuset dagtid på grund av att solen står högre på himlen än vid länder närmare polerna, oavsett årstid.

## Länder vid jordens ekvator
Ekvatorn går genom land eller vatten i tretton olika länder, varav två endast passeras via landets territorialvatten:
- São Tomé och Príncipe
- Gabon
- Kongo-Brazzaville
- Kongo-Kinshasa
- Uganda
- Kenya
- Somalia
- Maldiverna[5]
- Indonesien
- Kiribati[6]
- Ecuador (som fått sitt namn efter ekvatorn)
- Colombia
- Brasilien

Däremot går ekvatorn inte genom Ekvatorialguinea, som fått sitt namn efter ekvatorn. Landet ligger några mil norr om den, nordväst om Gabon.